# Jean-Luc Crétier
Jean-Luc Crétier (* 28. dubna 1966, Albertville, Francie) je bývalý francouzský alpský lyžař.
Na Zimních olympijských hrách 1998 v Naganu vyhrál závod ve sjezdu. Bylo to jediné vítězství na mezinárodní scéně. Ve světovém poháru byl pětkrát na stupních vítězů, vždy ve sjezdu. Nejlepšího celkového umístění dosáhl v roce 1995 v kombinaci, kde skončil šestý. Je rovněž pětinásobným mistrem Francie, jednou v super-G (1989), dvakrát ve sjezdu (1991, 1993) a dvakrát v kombinaci (1991, 1993).
V prosinci 1998 utrpěl ve Val Gardeně zranění kolena, které ukončilo jeho sportovní kariéru.